# Hello (Martin-Solveig-Lied)
Hello ist ein Dance-Pop-Song des französischen DJs und Produzenten Martin Solveig mit der kanadischen Elektropop-Gruppe Dragonette als Begleitung. Die Single wurde ein großer Erfolg und ein Nummer-eins-Hit in Belgien, den Niederlanden und Österreich.

## Musikvideo
Das Musikvideo zu Hello wurde bei Roland Garros aufgenommen, wo Martin Solveig und Bob Sinclar, ein weiterer DJ, bei einem Tennis-Spiel vor 12.000 Zuschauern auf dem Centre Court gegeneinander antreten. Zunächst dominiert Sinclar das Spiel, doch kurz vor dem entscheidenden Matchball taucht Solveigs heimliche Liebe im Stadion auf, was ihn beflügelt. Solveig kann Sinclars Matchball zwar zurückschlagen, allerdings landet dieser aus Sicht des Schiedsrichters im Aus und Sinclar wird zum Sieger erklärt. Doch Solveig protestiert gegen die Entscheidung des Schiedsrichters, worauf auch Novak Đoković das Spielfeld betritt und dem Schiedsrichter zuredet. Dieser revidiert daraufhin seine Entscheidung und das Spiel geht weiter. Solveig kann bis auf „Matchball Solveig“ aufholen, doch als ein anderer Spieler (Gaël Monfils) das Stadion betritt und die Frau küsst, in die Solveig verliebt ist, wirft er das Handtuch und verlässt den Centre Court.

## Kommerzieller Erfolg

### Chartplatzierungen
| ChartsChartplatzierungen       | Höchstplatzierung | Wochen |
| ------------------------------ | ----------------- | ------ |
| Deutschland (GfK)              | 5 (51 Wo.)        | 51     |
| Frankreich (SNEP)              | 5 (47 Wo.)        | 47     |
| Kanada (MC)                    | 8 (44 Wo.)        | 44     |
| Österreich (Ö3)                | 1 (37 Wo.)        | 37     |
| Schweiz (IFPI)                 | 10 (46 Wo.)       | 46     |
| Vereinigte Staaten (Billboard) | 46 (20 Wo.)       | 20     |
| Vereinigtes Königreich (OCC)   | 13 (31 Wo.)       | 31     |

| ChartsJahrescharts (2010) | Platzierung |
| ------------------------- | ----------- |
| Frankreich (SNEP)         | 74          |

| ChartsJahrescharts (2011)    | Platzierung |
| ---------------------------- | ----------- |
| Deutschland (GfK)            | 24          |
| Frankreich (SNEP)            | 72          |
| Österreich (Ö3)              | 5           |
| Schweiz (IFPI)               | 26          |
| Vereinigtes Königreich (OCC) | 52          |

### Auszeichnungen für Musikverkäufe
| Land/Region                  | Auszeichnungen für Musikverkäufe (Land/Region, Auszeichnung, Verkäufe) | Verkäufe  |
| ---------------------------- | ---------------------------------------------------------------------- | --------- |
| Australien (ARIA)            | 2× Platin                                                              | 140.000   |
| Belgien (BRMA)               | Platin                                                                 | 30.000    |
| Deutschland (BVMI)           | 3× Gold                                                                | 450.000   |
| Italien (FIMI)               | Platin                                                                 | 30.000    |
| Kanada (MC)                  | 2× Platin                                                              | 160.000   |
| Mexiko (AMPROFON)            | Platin                                                                 | 60.000    |
| Neuseeland (RMNZ)            | Platin                                                                 | 15.000    |
| Niederlande (NVPI)           | 2× Platin                                                              | 40.000    |
| Schweden (IFPI)              | 2× Platin                                                              | 80.000    |
| Schweiz (IFPI)               | Platin                                                                 | 30.000    |
| Vereinigte Staaten (RIAA)    | Platin                                                                 | 1.000.000 |
| Vereinigtes Königreich (BPI) | Platin                                                                 | 600.000   |
| Insgesamt                    | 1× Gold · 16× Platin ·                                                 | 2.635.000 |